# Juan Brozzi
Juan Brozzi (Villa Ballester, 1922. március 8. – 1987. október 7.) argentin nemzetközi labdarúgó-játékvezető.

## Pályafutása

### Nemzeti játékvezetés
Az I. Liga játékvezetőjeként 1963-ban fegyelmileg vonult vissza.

### Nemzetközi játékvezetés
Az Argentin labdarúgó-szövetség Játékvezető Bizottsága (JB) terjesztette fel nemzetközi játékvezetőnek, a Nemzetközi Labdarúgó-szövetség (FIFA) 1955-től tartotta nyilván bírói keretében. A FIFA JB központi nyelvei közül a spanyolt beszélte. Több nemzetek közötti válogatott és klubmérkőzést vezetett, vagy működő társának partbíróként segített. Az argentin nemzetközi játékvezetők rangsorában, a világbajnokság-bajnokság sorrendjében többedmagával az 5. helyet foglalja el 2 találkozó szolgálatával. Az aktív nemzetközi játékvezetéstől 1963-ban búcsúzott.

#### Labdarúgó-világbajnokság
A világbajnoki döntőhöz vezető úton Svédországba a VI., az 1958-as labdarúgó-világbajnokságra a FIFA JB bíróként alkalmazta. A FIFA JB elvárása értelmében, ha nem vezet mérkőzést, akkor valamelyik játékvezető társának segít partbíróként. Egy csoportmérkőzésen és az egyik negyeddöntőben volt partbíró. A negyeddöntőben egyes számú pozíciót kapott. Játékvezetői sérülés esetén továbbvezethette volna a találkozót. Világbajnokságokon vezetett mérkőzéseinek száma: 2 + 2 (partbíró).

##### 1958-as labdarúgó-világbajnokság

###### Világbajnoki mérkőzés
| Időpont          | Helyszín                   | Mérkőzés típusa              | Mérkőzés             | Eredmény | Nézők száma |
| ---------------- | -------------------------- | ---------------------------- | -------------------- | -------- | ----------- |
| 1958. június 15. | Eyravallen Stadion, Örebro | csoportmérkőzés (2. csoport) | Franciaország–Skócia | 2 : 1    | 13 500      |
| 1958. június 28. | Ullevi Stadion, Göteborg   | bronztalálkozó               | NSZK–Franciaország   | 3 : 6    | 25 000      |

#### Copa América
Chilében a 23., az 1955-ös Copa América, Uruguayban a 24., az 1956-os Copa América tornát rendezték, ahol a Dél-amerikai Labdarúgó-szövetség (CONMEBOL) JB bíróként foglalkoztatta.

##### 1955-ös Copa América

###### Copa América mérkőzés
| Időpont           | Helyszín                           | Mérkőzés típusa | Mérkőzés         | Eredmény | Nézők száma |
| ----------------- | ---------------------------------- | --------------- | ---------------- | -------- | ----------- |
| 1955. március 9.  | Nemzeti Stadion, Santiago de Chile | csoportmérkőzés | Uruguay–Paraguay | 3 : 1    | 48 000      |
| 1955. március 13. | Nemzeti Stadion, Santiago de Chile | csoportmérkőzés | Chile–Uruguay    | 2 : 2    | 50 000      |
| 1955. március 23. | Nemzeti Stadion, Santiago de Chile | csoportmérkőzés | Peru–Paraguay    | 1 : 1    | 25 000      |

##### 1956-os Copa América

###### Copa América mérkőzés
| Időpont          | Helyszín                     | Mérkőzés típusa | Mérkőzés           | Eredmény | Nézők száma |
| ---------------- | ---------------------------- | --------------- | ------------------ | -------- | ----------- |
| 1956. január 21. | Központi Stadion, Montevideo | csoportmérkőzés | Uruguay – Paraguay | 4 : 2    | 55 000      |
| 1956. január 24. | Központi Stadion, Montevideo | csoportmérkőzés | Chile–Brazília     | 4 : 1    | 18 000      |
| 1956. február 5. | Központi Stadion, Montevideo | csoportmérkőzés | Paraguay–Peru      | 1 : 1    | 25 000      |
| 1956. február 6. | Központi Stadion, Montevideo | csoportmérkőzés | Chile – Uruguay    | 1 : 2    | 60 000      |
| 1956. február 9. | Központi Stadion, Montevideo | csoportmérkőzés | Chile – Peru       | 4 : 3    | 5 000       |
| 1956. február 9. | Központi Stadion, Montevideo | csoportmérkőzés | Uruguay–Brazília   | 0 : 0    | 80 000      |

#### Nemzetközi kupamérkőzések
Vezetett kupadöntők száma: 2.

##### Interkontinentális kupa
Komolyan felvetődött - bizonyítani sohasem sikerült -, hogy a Santos győzelménél a játékvezető 15 000 dollárba részesül! Az Argentin Labdarúgó-szövetség kivizsgálta az ügyet és örökre eltiltotta a játékvezetéstől. Az ilyen esetek miatt vezette be a FIFA JB a nemzetközi játékvezetők ellenőrzésének rendszerét.
| Időpont            | Helyszín                         | Mérkőzés típusa        | Mérkőzés             | Eredmény | Nézők száma |
| ------------------ | -------------------------------- | ---------------------- | -------------------- | -------- | ----------- |
| 1963. november 14. | Maracanã Stadion, Rio de Janeiro | második döntő mérkőzés | Santos FC–AC Milan   | 4 : 2    | 150 000     |
| 1963. november 16. | Maracanã Stadion, Rio de Janeiro | megismételt döntő      | Santos FC – AC Milan | 1 : 0    |             |

## Külső hivatkozások
- Juan Regis Brozzi. World Referee. [2012. október 8-i dátummal az eredetiből archiválva]. (Hozzáférés: 2011. szeptember 29.)
- Juan Regis Brozzi. footballzz.com. (Hozzáférés: 2011. szeptember 29.)
- Juan Regis Brozzi. footballdatabase.eu. (Hozzáférés: 2011. szeptember 29.)
- Juan Regis Brozzi. worldfootball.net. (Hozzáférés: 2013. július 20.)[halott link]

| Elődje: Alfred Haberfellner | Interkontinentális kupa döntő 1963 | Utódja: Juan Regis Brozzi |